# Acrosemia naranja
Acrosemia naranja är en fjärilsart som beskrevs av William Schaus 1901. Acrosemia naranja ingår i släktet Acrosemia och familjen mätare. Inga underarter finns listade i Catalogue of Life.